# جسی برتون
جسی برتون (انگلیسی: Jessie Burton؛ زادهٔ ۱۷ اوت ۱۹۸۲) نویسنده، بازیگر اهل بریتانیا است. تا سال ۲۰۲۲ او چهار رمان منتشر کرده‌است. وی همچنین به عنوان نویسنده غیرداستانی، مقاله‌هایی در نشریاتی چون وال‌استریت جورنال، ایندیپندنت و وگ به چاپ رسانده‌است.